# 百济
百濟（前18年－660年），又称南扶餘，是古代朝鮮半岛西南部的国家。532年新羅兼併伽倻后，在朝鲜半岛上百濟与高句麗、新羅三足鼎立，这段时间被历史学家称为朝鮮三國时代。 
据《三国史记》记载，百济传说是高句丽创始者朱蒙的第三个儿子温祚王于公元前18年在漢江南岸（今韩国河南市）创建。《隋书/卷81》也载“百济之先，出自高丽国”。百济的鼎盛时期疆土涵括朝鲜西部（除了平安北道和平安南道）的绝大部分。最北曾到平壤。百济曾是海上的强国，通过海路与古代中国和日本各政权进行政治和贸易往来。据《隋书/卷81》记载百济人口混杂有新罗、高丽、倭等，也有中国人。
公元660年，百濟被新羅和唐朝的联军灭亡。

## 历史

### 建国

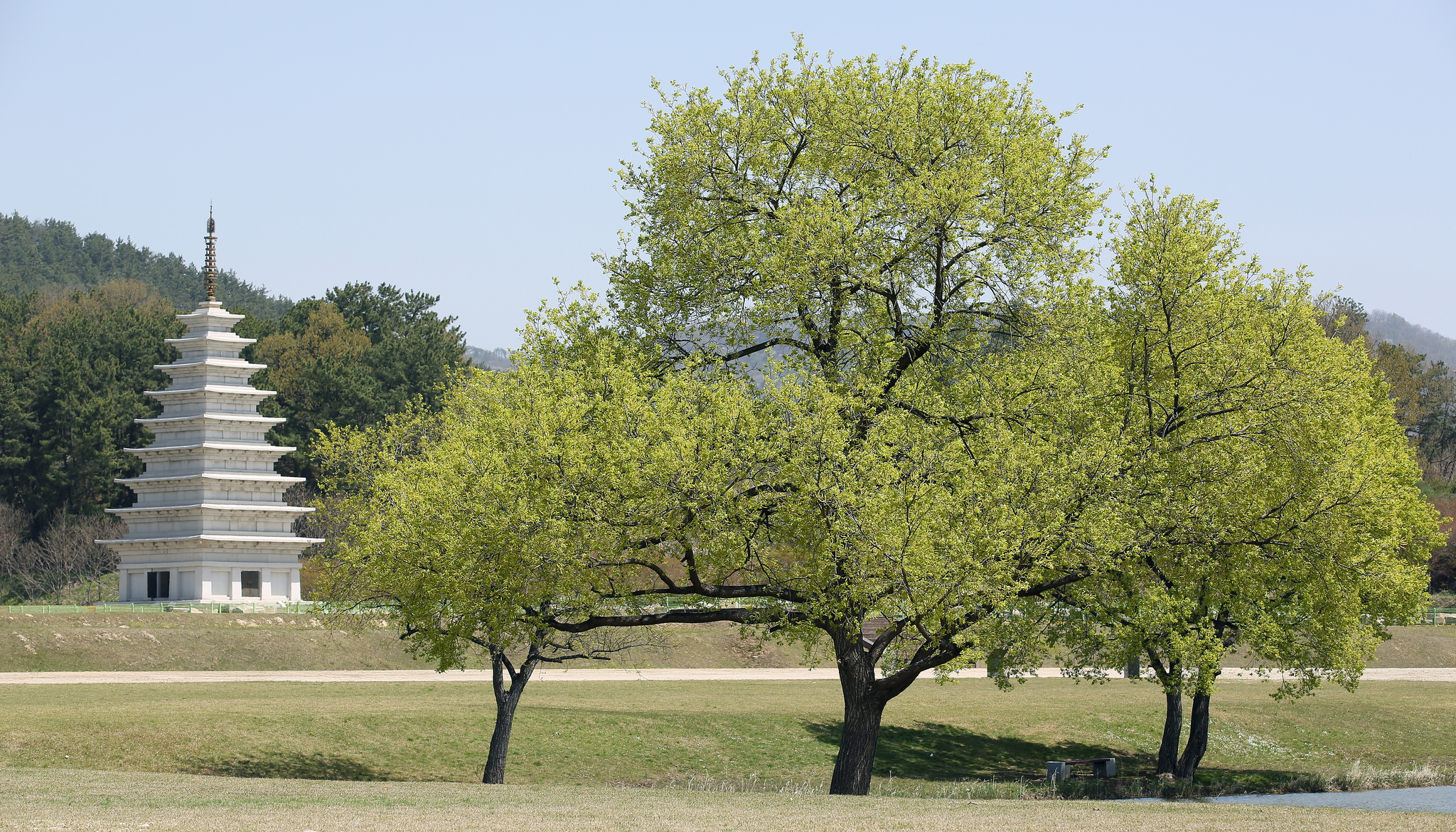
百济弥勒寺

传说公元前18年，高句丽太祖朱蒙的儿子温祚與沸流带领一批高句丽人南下到汉江盆地建立起百济国。最早记载百济的是《三国志》中提到马韩地区的众多城邦之一伯济。朱蒙因受迫害而逃离扶餘，来到了卒本地区，在那里与当地首领延陀勃的女儿召西奴结婚，并创立了高句丽王国。当朱蒙在扶餘所生的儿子到达高句丽后，找到了他的亲生父亲并成为王储，就是日后的琉璃王。朱蒙与召西奴所生的两个儿子沸流和温祚认识到琉璃王继位后，他们在高句丽将无法立足。因此两兄弟决定离开高句丽并与他们的追随者一起南下。
听从追随者建议，温祚在慰礼城（现在的韩国河南市）建城，并立国号“十济”。但是沸流不理睬这个建议，认为临海而居更好，并在弥邹忽建城（现在的韩国仁川广域市）。可是在弥邹忽的盐水和沼泽对于大多数人来讲难以忍受，与此同时慰礼城的百姓却繁荣地生活着。沸流于是前往慰礼城并要当十济国王。温祚不同意。于是沸流对温祚开战，但输给了温祚。 因为羞愧，沸流自杀。弥邹忽的百姓于是搬迁到慰礼城，温祚也高兴地接纳了他们并改国号为“百济”。有百姓濟海樂從的意思。
居于慰礼城的百济由于被马韩包围，所以经常受到马韩的侵扰。而他们的都城亦经常在汉江两岸不断搬迁。至今，首尔在汉江两岸仍然留有北汉山城（邻近青瓦台）及梦村土城（邻近松坡区）的遗址。当时，他们称呼今日首尔两岸为“河北”及“河南”。直到今日，京畿道仍然留有河南市这个名称，以见证昔日的历史。
公元10年开始， 百济在马韩部落中保持强势。根据高句丽建国神话的记载，建立百濟的是一部分高句麗頭人（召西奴、沸流、溫祚）與他們的百姓(扶餘人)。高句丽人到达半岛南部后構成上層，而原住民馬韓则是國家中的下层。三國史記中百濟君王五次說自己源出朱蒙，王室以扶餘为姓，且一度改国号为南扶餘，高句麗故国原王南侵后百济与高句丽决裂，不再和好。
百济古尔王（234年－286年）的统治时期， 百济巩固了国家的制度。据《日本书纪》记载，249年，百济向东扩展到洛东江上游与新罗、伽倻相邻。晋朝永康元年（300）发生八王之乱，乐浪郡，带方郡地方长官率众奔赴辽东，向慕容家族请求内附。建兴元年（313）高句丽南下侵略乐浪郡。带方郡受孤立而瓦解，初被百济吞并。其居民得到百济的善待。后来乐浪郡、带方郡在4世纪大多数时间成为高句丽、百济争霸的场所。后史书从345年开始将百济称为国家。据《日本书纪》记载，百济367年第一次向日本派出外交使团。
近肖古王（346年－375年）时期，百济通过与高句丽的战争向北扩展了疆土，同时向南消灭了残存的马韩部落。近肖古王时期，百济到达其鼎盛时期，其疆土涵括了现在西朝鲜（除了平安北道和平安南道）的绝大部分。371年，百济在平壤（原乐浪郡）打败了高句丽。在战争中，杀死了故国原王。而故国原王之孙好太王392年即位后又战胜百济再次控制了这一区域。
这个时期百济积极地吸收了中国文化和技术。384年，佛教成为百济的国教。与此同时，百济也发展成为海上强国，并与日本发展了良好的关系。中国的汉字、汉传佛教、制陶技术和其它文化在这一时期从百济传入日本。

### 熊津时期
5世纪，高句丽南扩，并于427年迁都平壤。在高句丽的军事威胁下，百济开始丧失北方土地。475年， 高句丽攻下慰礼城（今韩国首尔），百济丧失整个汉江流域，盖卤王被杀。盖卤王太子文周王被迫迁都于熊津（今韩国忠清南道公州市）。文周王在位期间，百济王权不稳，发生内讧，文周王被兵官佐平解仇暗杀。文周王之子三斤王即位后，解仇掌控国家大权。直到东城王（479-500年）即位后，百济王权才开始得到恢复。东城王在位期间，百济开始与中国南齐建交，并与新罗联姻共同对抗高句丽。武宁王时期（501-522年），百济国力开始逐渐得到恢复。:31-32:64-65
大多数朝鲜三国的地图都将百济的疆土画成包括今天的韩国忠清道和全罗道。这是百济熊津时期和泗沘时期的核心地域。在这一时期百济还宣称曾短暂在中国（南朝宋）的遼西地区有过疆土。
百济略有辽西的记载首见于南朝的《宋书》。此外，《梁书》和《南史》也有类似相同的内容。作为百济史上的一个历史事件，并没有记载于朝鲜的史书，而却记载在中国南朝的史书上，这确实是值得研究的课题。372年，中国南朝时东晋，北朝是前秦，前秦大多数时间占有今天辽宁省大部分领土。然后相继后燕国，北燕，北魏对辽西地区有效控制，并有史载建制。百济晋平郡晋平縣很有可能是大同江以西平壤郡（县）讹传为辽河以西的晋朝的平壤县（朝鲜县）。

### 泗沘时期
523年圣王即位后，百济出现了中兴的景象。538年，圣王将国都从偏僻的熊津移往地处平原地区的泗沘（今韩国扶餘郡）。迁都泗沘后，圣王改国号为“南扶餘”（因为百济将扶餘国当成他们的发源地），并采取了一系列措施重新巩固了皇权。由于新国都位于锦江沿岸，这为百济与中原王朝的交流也提供了方便。百济与南朝梁积极发展外交关系，同时也与日本建立友好关系。:32
551年，圣王联合新罗攻打高句丽，成功收回之前被高句丽攻占的汉江流域下游6郡。新罗则斩获汉江流域上游的10郡。此后，新罗继续攻打百济，夺走百济刚从高句丽那里夺回的汉江6郡，控制整个汉江流域。百济与新罗的联盟彻底瓦解。554年，圣王发兵攻打新罗，惨败。圣王被新罗乱军杀死。百济从此走向没落。:32:65

### 灭亡
660年，唐与新罗联合发动了对百济的攻击。最终百济首都泗沘被攻陷，百济的故土被唐朝和新罗瓜分，百济义慈王与其子以及一万多名百济平民被唐掳至中国洛阳。同年义慈王即病死，葬在邙山孙皓、陈叔宝的陵墓之旁。另有一批百济贵族逃往日本。
百济被灭国之后，百济的遗民曾试图复国重建百济。原百济将军鬼室福信拥立百济王子扶餘豐为王，并向日本求助。扶餘豐携5,000军队从日本回百济。
663年，百济-日本联军与唐-新罗联军与在海上开战，史称“白江口之战”。经过5次交战，百济-日本联军战败。扶餘豐逃往高句丽。
660年，唐朝在百济的故地划设了5个都督府：“熊津、马韩、东明、金涟、德安五都督府”，纳入唐王朝的管辖。但随着后来的百济复国运动，唐朝在665年把五个都督府合并为熊津都督府，扶持义慈王之子扶餘隆为熊津都督府之都督，管理百济故地和遗民。因为百濟、新罗是世仇，扶餘隆害怕受到新罗国的侵略，未敢赴任，最后在洛阳去世。唐罗战争之后，唐最终被迫撤出朝鲜半岛南部。

## 政治

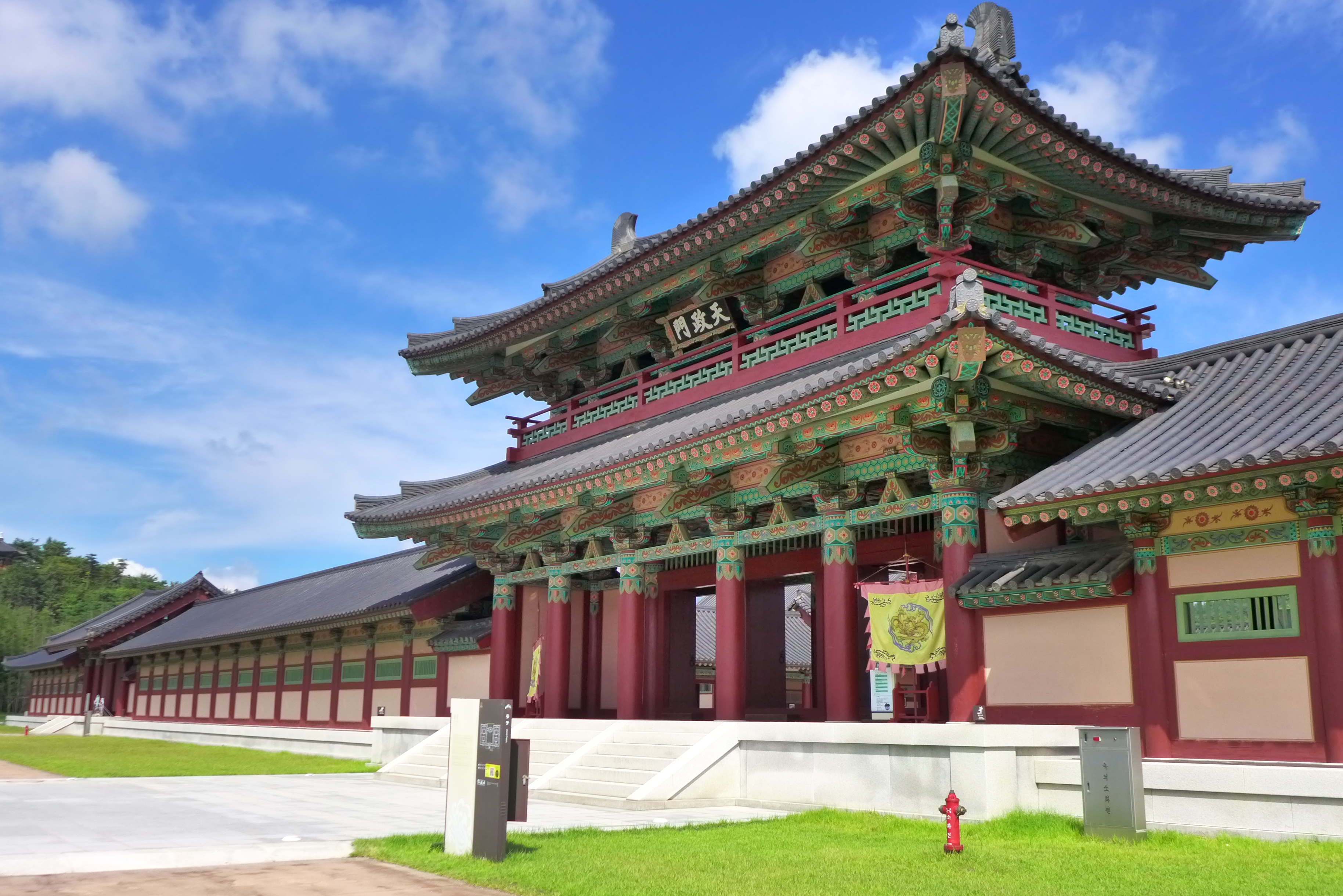
百济文化园

百济官制有十六品。不同品级的官吏着不同颜色的服饰。百济国王下设六佐平，即内臣佐平、内头佐平、内法佐平、朝廷佐平、卫士佐平、兵官佐平6位大臣，分别掌管国王旨令、国库财政、礼仪和教育、司法、京师防卫部队、地方军队。408年，在六佐平之上又设总管上佐平。日常事务由中央官厅处理。中央官厅由内官和外官及其所属的21官厅构成。内官负责宫廷事务，外官负责国家内外政务。:62-63
百济在地方设有五部五方。五部设于国都附近的京畿地区，其它地方则被分为五方。每方都设有方城，并驻有军队。五方下设郡和城。:63

## 经济
百济农业普遍采用牛耕，重视修建水利工程，并改轮休耕地的易田法为不易田法，主要出产水稻、大麦、黄豆、麻、桑、蔬菜、水果。百济的手工业有官营和民营两种。掌管手工业的官厅下设各种手工业场，主要生产金银制品、纺织品，以及铁制生产工具和武器等。民营的手工业主要是生产麻布和工具。:63-64
百济除与高句丽和新罗商贸往来之外，还与中国和日本进行贸易往来。百济是朝鲜三国中最早开展海上贸易的国家，与中国和日本有着频繁的海上商贸与文化往来。:64

## 文化

### 佛教

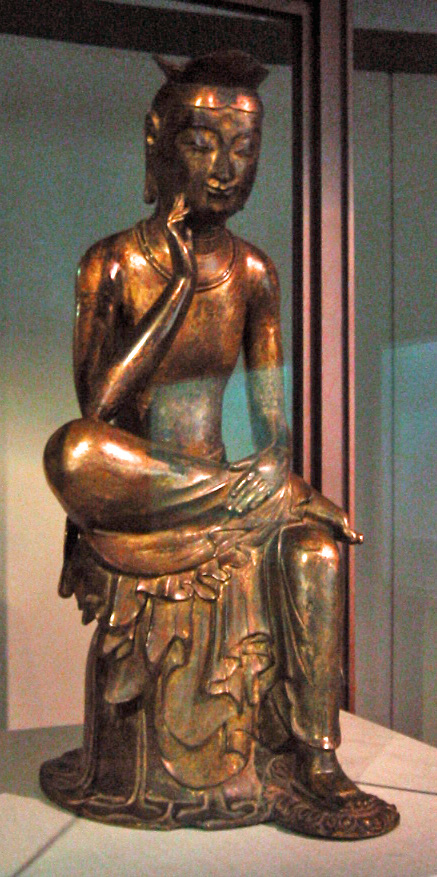
百濟半跏思惟像

百济枕流王元年（384），西域僧人摩罗难陀经东晋到百济传教，得到枕流王优待，并于次年为其在汉山建佛寺。佛教从此传入百济并兴盛。《周书*百济传》曰：“（百济）僧尼、寺塔甚多”。百济僧人亦来华和去印度学法。南朝时期来陈国学习的玄光是中国和朝鲜半岛天台宗的先驱，南岳门28大弟子之一。百济僧人谦益在武宁王末年前往印度取经，圣王四年（526）回国，后成为百济律学鼻祖。:39:31-32
百济亦将佛教传入日本。圣王三十年（552），百济赠送日本金铜寺释迦像、弥勒像、经卷等佛教用品，并告诫“是法于诸法中，最为殊胜”。佛教从此进入日本。此后，百济多次派遣僧人去日本传教。587年，善信尼从日本来百济学习戒律，后回国将戒律传入日本。百济武王二年（601），百济僧人观勒赴日本担任僧正、检校僧尼，是日本最早的僧官。:39

### 儒学
儒家经典在百济很普及。在近肖古王（346-374年）时期，百济还开始向日本输出儒家思想，有阿直岐和王仁前往日本，教授应神天皇太子菟道稚郎子等《论语》、《千字文》等儒家经典，对古代日本明日香文化的形成产生了重要影响:37:290。武宁王时期（501-522年），百济设立了五经博士官制（博士是教授学问的官职）。此外，百济还有设有留学生制度和承担中央教育行政职能的内法佐平行政机构。百济是否建有像高句丽太学和扃堂一样的教育机构，目前还无法考证:146:290:37。

### 文学

#### 诗歌
收录于《三国遗事·纪异·武王》的《薯童谣》是现存唯一的一首百济乡歌，作者是百济第30代国王武王。传说武王原本是平民出身的薯童，通过让群童传唱这首《薯童谣》，智娶新罗真平王的善花公主:71-74:21-22。除了乡歌之外，朝鲜三国时期还兴起了以本民族传统音乐为基础的歌乐“乡曲”:36-37:77。这些乡曲在朝鲜文学史上发挥了重要的影响。百济的乡曲主要有《井邑》、《智异山》、《禅云山》、《山有花》等:36-37:77-83。

#### 散文
百济义慈王佐平成忠的《上义慈王书》是朝鲜文学史上的书函体散文名篇。7世纪中叶，新罗欲联合唐灭百济，但义慈王却整日沉溺于酒色之中，不问政事。成忠多次进谏，但却被义慈王关进牢中。《上义慈王书》是他在狱中病危临终时留给义慈王的遗言：“忠臣死不忘君，愿一言而死。臣常观时察变，必有兵革之事。凡用兵，必审择其地，处上流以迎敌，然后可以保全。若异国兵来，陆路不使过沈岘，水军不使入伎伐浦之岸，举其险隘以御之，然后可也。”。不过成忠的忠心没能使义慈王回心转意，百济最终被罗唐联军所灭:30:90-91。现存百济的散文还包括《武宁王墓志》等碑志和铭文:92-93:29-30。

### 绘画
现存的百济绘画很少，主要有忠清南道宋山里6号古墓和扶余郡陵山里古墓的壁画:192:149。据记载，百济派有多名画匠到日本作画，对日本绘画的发展起到影响。百济阿佐太子在日本所画的圣德太子像被视为百济绘画的精品:192:148-149:33:45。

### 手工艺

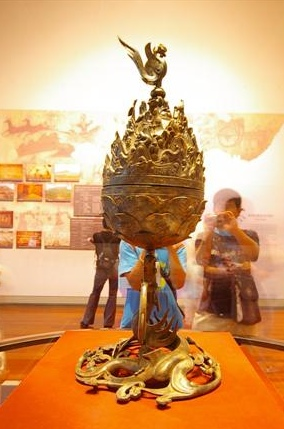
百济金铜大香炉

从扶餘郡百济王陵园的古代佛教寺庙出土的豪华金铜大香炉（백제금동대향로）被认为是百济文化的精髓，鲜明地展示了百济成就的巅峰。百济文化的创造力和卓越可以从香炉的顶部纹饰上精巧、优雅的莲花造型，辉煌、美丽的砖的图案，陶器风格流畅线条的魅力，和流畅、优雅的碑文书法看出。佛像上微笑的面庞，华丽却优雅的百济宝塔显示了这种创造力与佛教的关联。
武宁王陵按着中国拼镶砖墓的形式建造并受到中国进口物品的影响，也包括了许多百济传统的随葬物品，如金制冠饰，金制耳饰。墓室习惯也按照百济独特的传统。这个陵墓被认为是熊津时代的代表性墓葬。

## 外交

### 与新罗，高句丽的关系
满洲源流考说百济最初据于辽西（柳城到北平一带），后被高句丽击败，退入南韩。隋书卷81中称新羅國其王本百濟人，自海逃入新羅，遂王其國。到末期不断与新罗开战。

### 与中国的关系
《后汉书·东夷传》称三韩“凡七十八国，伯济是其一国”，《三国志》卷30《魏书·东夷传》所列马韩诸国名也有“伯济”。
372年，百济近肖古王曾向晋朝朝贡。429年，百济派使团到宋寻求文化和技术。 472年，百济盖卤王派使团到北魏寻求对付高句丽的军事援助。百济武宁王和圣明王多次派使团到南梁。武宁王陵是按南梁的墓室风格建造的。

### 与日本的关系

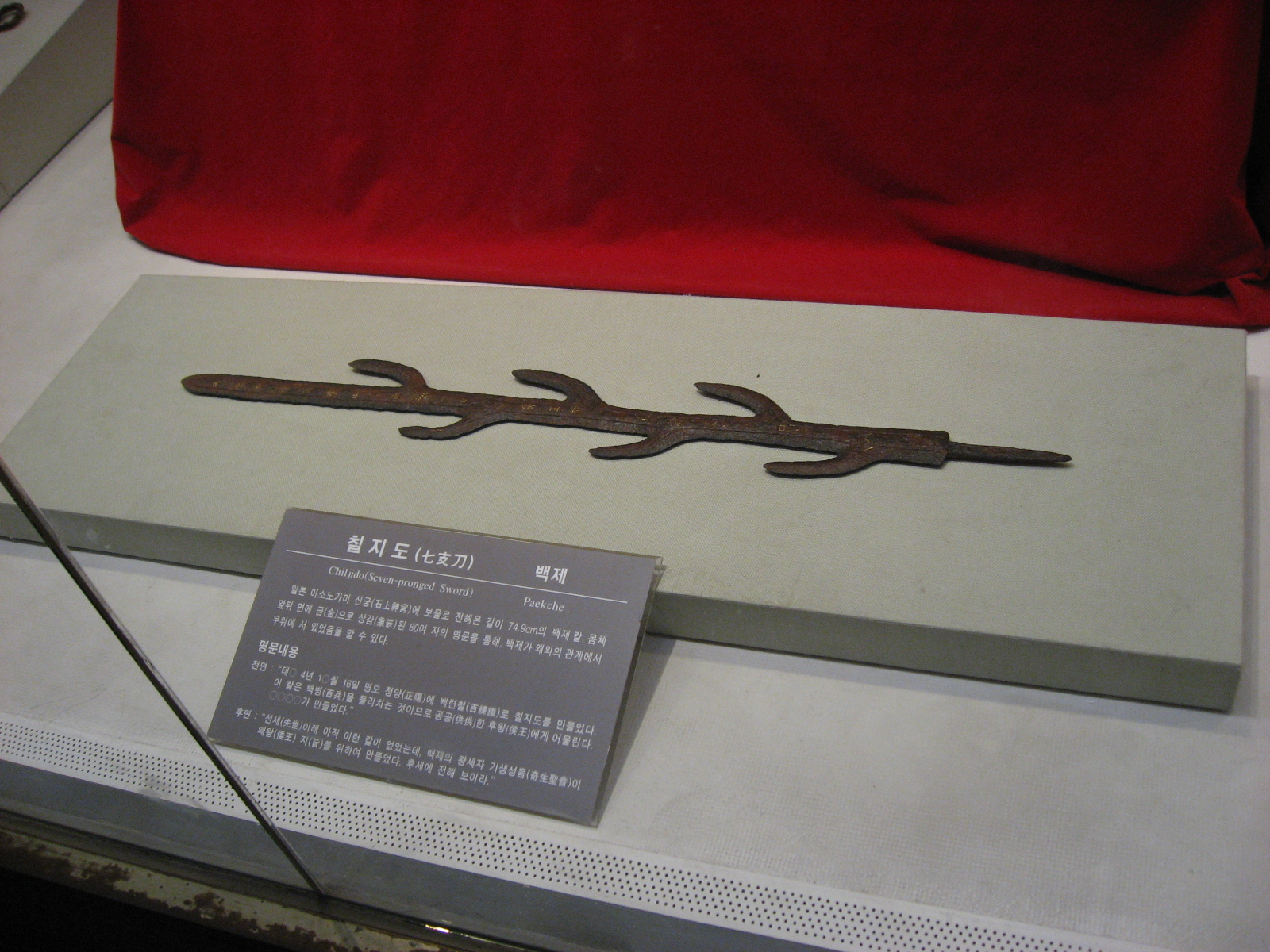
百济赠予倭王的七支刀

百济与日本一直保持着良好的关系。中国的汉字、佛教、製陶技术和其它文化都通过百济传入日本。同时，百济得到了日本的物资和军事援助，並獲得日本的支持，以對抗新羅。
大量的日本皇族和学者来到百济进行教育和文化交流，这样的例子包括在奈良（部份学者认为是以百济词“王国”命名的城市）由百济移民设计和建造的两个奇观，宝塔和木结构寺庙法隆寺。
许多百济王族和贵族成员与日本皇族通婚也是被广泛承认的，即使是明仁天皇也承认这个事实。据《续日本纪》记载，桓武天皇的母亲高野新笠是武宁王的嫡系子孙，而明仁天皇是桓武天皇的后代。学者中最著名的是阿直岐（achiki）与王仁（他受阿直岐推薦到大和國）。從應神天皇之邀而舶來，是為歸化日本之學者。《古事記》記載：王仁獻《論語》、《千字文》與日本，中國的儒教與漢字亦被認為是藉此傳至日本。
有趣的是，有很多日本貴族是來自百濟。百濟阿莘王的太子於397－405年曾與應神天皇一起住在大和宮廷。他後來成為百濟腆支王。應神39年，百濟國王派其妹與7位侍女去日本。仁德天皇時代，百濟國王之孫去日本養隼，與天皇出獵，蓋鹵王時代，派其弟到倭侍奉雄略天皇。479年，百濟的三斤王死後，昆支的次子回百濟成為東城王，雄略天皇甚不捨得。百济王扶餘豐的兄弟被封为王，在日本生存至10世纪。

## 延伸阅读
[在维基数据编辑]
 《欽定古今圖書集成·方輿彙編·邊裔典·百濟部》，出自陈梦雷《古今圖書集成》
 《梁書/卷54》，出自姚思廉《梁書》
 《魏書/卷100》，出自魏收《魏书》
 《周書·卷49》，出自令狐德棻《周書》
 《南史·卷79》，出自李延壽《南史》
 《北史·卷094》，出自李延壽《北史》
 《隋書·卷81》，出自魏徵《隋书》
 《舊唐書/卷199上》，出自刘昫《舊唐書》
 《新唐書·卷220》，出自《新唐書》
 《三国史记》